# Liste des évêques de Meru
Liste des évêques de Meru
(Dioecesis Meruensis)
La préfecture apostolique de Meru est créée le 10 mars 1926, par détachement du vicariat apostolique du Kenya.
Elle est érigée en diocèse le 7 mai 1953.

## Est préfet apostolique
- ? 1926-† ? 1930 : Giuseppe Balbo
- ? 1930-16 septembre 1936 : siège vacant
- 16 septembre 1936-7 août 1948 : José Nepote-Fus
- 7 août 1948-7 mai 1953 : siège vacant

## Sont évêques
- 7 mai 1953-3 mars 1954 : siège vacant
- 3 mars 1954-† 7 avril 1976 : Lorenzo Bessone
- 9 décembre 1976-18 mars 2004 : Silas Njiru (Silas Silvius Njiru)
- depuis le 18 mars 2004 : Salesius Mugambi

## Sources
- L'ANNUAIRE PONTIFICAL, sur le site http://www.catholic-hierarchy.org, à la page